# Затлер, Фёдор Карлович
Барон Фёдор Ка́рлович За́тлер (1805, Шведская Финляндия — 28 июля 1876, Подольская губерния) — русский военачальник, генерал от инфантерии, генерал-интендант Южной и Крымской армий во время Крымской войны.

## Биография
Происходил из шведских дворян и родился в Финляндии в 1805 году. Воспитывался в Императорском военно-сиротском доме, переименованном впоследствии в Павловский кадетский корпус, и в 1825 году по окончании курса был выпущен прапорщиком в 18-ю артиллерийскую бригаду.
Первые годы своей службы Затлер провёл на боевом поприще: он принимал участие в Турецкой кампании 1828—1829 гг., был при осаде и взятии крепости Браилова и участвовал во многих делах при блокаде Шумлы. В 1831 году, в чине поручика и состоя в 6-й артиллерийской бригаде, он принимал участие в Польской кампании и был при штурме укрепления Воли под Варшавой. Вслед за тем Затлер около 14 лет состоял в должности старшего адъютанта при управлении начальника артиллерии действующей армии, а в 1846 г., в чине полковника, назначен был генерал-провиантмейстером действующей армии при фельдмаршал князе Паскевиче. В 1848 году, во время восстания в Венгрии, Затлер был командирован в Галицию для сбора сведений о возможностях края по фуражировке находившейся там значительной армии. С успехом исполнив данное ему поручение, он в следующем 1849 году с открытием Венгерского похода получает назначение от князя Паскевича в помощь генерал-интенданту армии, двинутой в пределы Австрии. Во время этой войны на Затлера возложено было весьма щекотливое и серьёзное поручение: он был командирован в главную квартиру австрийской армии к фельдмаршалу барону Гайнау для личных переговоров с ним и для участия совместно с графом Зичи в комиссии по определению размеров той суммы, которая причиталась с России за продовольствие наших войск в Австрии. За отличное исполнение этого поручения Затлер был произведён в генерал-майоры и награждён австрийским орденом Железной Короны 1-й степени. 26 ноября 1851 года награждён орденом св. Георгия 4-й степени.

### Крымская война
В 1853 году Затлер, имея репутацию способного и опытного генерал-интенданта, получает эту должность при штабе князя М. Д. Горчакова, командовавшим 4-м и 5-м пехотными корпусами, которые продвигались в Придунайские княжества. Здесь его распоряжения и заботы по довольствию войск, разбросанных на всем пространстве княжеств и находившихся в беспрестанном передвижении, требовали особенной энергии и настойчивости; после возвращения наших войск в пределы империи, когда Южная армия получила самостоятельное значение и князю Горчакову в качестве главнокомандующего были подчинены шесть губерний, ближайших к театру военных действий и объявленных на военном положении, а также северная часть Таврической губернии до Перекопа, задачи генерал-интенданта Затлера значительно расширились и осложнились. Снабжение Крымской армии провиантом и фуражом представляло дело большой трудности, и Затлер принялся за него со свойственной ему энергией. Когда в главную квартиру Южной армии в Кишинёве стали доходить сведения о том, что войска, расположенные в Крыму, терпят крайний недостаток в продовольствии, Затлер лично отправился в Крым. Результатом его работы там стала поданная в декабре 1854 года князю А. С. Меншикову докладная записка о необходимых мерах для улучшения снабжения крымских войск продовольствием.
В феврале 1855 года главнокомандующим всеми сухопутными и морскими силами, расположенными в Крыму, был назначен князь Горчаков, по настоятельным просьбам которого Затлер вступает в должность генерал-интенданта в Крымской армии. Главное затруднение при снабжении крымских войск необходимыми припасами заключалось в отсутствии удобных дорог, особенно в зимнее время в связи с недостатком перевозочных средств. Положение ещё более ухудшилось, когда Азовское море перешло в руки неприятеля и его акватория была занята английским флотом, и в результате Крымская армия лишилась единственного удобного и дешёвого способа поставки продовольствия, так как хлеб главным образом заготавливался в Ростове, Геническе и других азовских портах.
Множество помех основной деятельности Затлера создавали и те разнообразные поручения, которые не входили непосредственно в круг его обязанностей, однако постоянно возлагались на него. Генерал-интенданту приходилось заниматься приведением в порядок почт, отправкой транспортов для перевозки больных и раненых с театра военных действий в отдалённые госпитали, доставка войскам дров и леса для постройки землянок, наконец, очистка колодцев на коммуникационных путях. Затлер не отказывался ни от какого дела, где мог быть полезным. Район его действий распространялся на восемь губерний южной России; в подчинении у Затлера состояло множество чиновников интендантского ведомства, по большей части ему незнакомых и назначенных не по его выбору. Последние нередко осуществляли значительные операции, ответственность за которые ложилась в результате на генерал-интенданта; в то время как Затлер, находясь в главной квартире, не всегда мог уследить за правильным исполнением всех своих распоряжений и обнаружить вовремя злоупотребления.
В ходе всей кампании Затлеру приходилось вести борьбу с постоянным и часто неудачным вмешательством в распорядительную часть главнокомандующего центральной администрации военного министерства и интендантства. К концу 1855 года его здоровье пошатнулось по причине значительного истощения сил; живо было только сознание служебного долга. При прощании с князем Горчаковым, отозванным в декабре 1855 года в столицу, Затлер говорил: «Здоровье моё не позволяет мне оставаться генерал-интендантом, но, невзирая на то, я не покину армии, а буду распоряжаться в самое опасное, в самое страшное время, в течение зимы и весны, до наступления сухих дорог, зелени и подножного корма, то есть до времени, когда условия продовольствия войск сделаются более лёгкими». И он действительно остался на своём трудном и ответственном посту и при новом главнокомандующем генерал-адъютанте А. Н. Лидерсе, высоко оценившем благоразумную распорядительность и необыкновенную энергию Затлера.
Из свидетельств лиц, близко знакомых с деятельностью генерал-интенданта Крымской армии, известно, что все его усилия были направлены к сбережению армии и удержанию Крымского полуострова. Немалую заслугу Затлера составляет его предложение князю Горчакову, сделанное ещё в мае 1855 г., об устройстве моста через большую бухту на северную сторону Севастополя для спасения гарнизона на случай оставления им южной стороны. Что и было впоследствии реализована при активнейшем участии самого Затлера, обеспечившего своевременную доставку необходимого леса из Каховки, расположенной в 300 вёрст от Севастополя. Заслуги Затлера в это время признавались всеми, и в дальнейшем он получает награждение следующими орденами: св. Станислава 1-й степени (24 августа 1854 г.), св. Анны 1-й степени (6 декабря 1854 г.) и св. Владимира 2-й степени (30 ноября 1855 г.).

### Обвинения в злоупотреблениях и суд
Однако по мере того как тяжёлая и неудачная для нас кампания приближалась к концу, в обществе стали распространяться слухи о хищениях и беспорядках в интендантстве — на них пытались списать всю неудачу кампании. По причине нарастания данных слухов после войны по повелению самого императора, была образована следственная комиссия под председательством князя Васильчикова. Сразу с момента начала работы данной комиссии в июне 1856 г. в г. Николаеве начали поступать доносы как на интендантских чиновников, так и непосредственно на Затлера. На бывшего генерал-интенданта возводились самые нелепые и ни на чём не основанные обвинения, а периодическая печать повела против Затлера и интендантства целую кампанию, особенно в период работы уже новой следственной комиссии, учрежденной в Москве под председательством генерал-лейтенанта Тучкова. В «Военном сборнике» за 1858 г. были напечатаны две статьи — «Изнанка Крымской войны» и «Изнанка Крымской войны, другая сторона», в которых было изображено безотрадное положение наших войск в Крыму, наглое расхищение казны и разорение края. При этом материалы, послужившие основанием для данных публикаций, не были проверены критически. В ответ на первую статью Затлер написал и отправил в «Военный сборник» свою статью «Изнанка на лицо», которая однако не была принята к печати. Возражение на вторую статью, представленное Затлером князю Горчакову, с одобрения последнего, было опубликовано в № 7 «Военного сборника» за 1859 г. Одновременно Затлер выступил против своих обвинителей и на страницах «Русского инвалида», вызвав тем целую бурю негодования в печати. В «Атенее», в «Русском слове» и в других журналах и газетах были помещены резкие статьи, направленные уже непосредственно против него. Враги Затлера не ограничились журналами, издававшимися в России: была отправлено обвинительная статья в «Колокол», пользовавшийся большим влиянием на общественное мнение; эта же статья слово в слово была перепечатана князем П. В. Долгоруковым в «La vérité sur la Russie». В результате голословные обвинения достигли своей цели — в обществе стали ходить такие ужасные слухи о Затлере, что все бывшие его знакомые избегали его даже посещать. Между тем по результатам работы второй следственной комиссии в декабре 1858 г. в Москве под председательством генерал-лейтенанта Муравьёва-Карсского был проведен генеральный военный суд над лицами, виновными в злоупотреблениях по интендантской части в бывших Южной и Крымской армиях. Признав Затлера и многих других интендантских чиновников виновными, суд приговорил его к разжалованию в рядовые, лишению чинов, орденов и дворянского достоинства, с наложением денежного взыскания в размере исчисленного судом казённого ущерба.
М. И. Богданович считал строгий приговор военного суда и мнение современников, клеймивших Затлера, «незаслуженным пятном позора», а его самого — человеком «даровитым» и «бывшим на своём месте в роли генерал-интенданта, пострадавшим за чужие грехи». Такого же мнения о Затлере были Э. И. Тотлебен и Н. К. Шильдер.
Немедленно в момент объявления приговора, не дожидаясь его Высочайшей конфирмации, Затлер был арестован на своей квартире с приставлением к ней жандармов. Под таким арестом он и пребывал в течение шести месяцев, когда приняв во внимание его особые заслуги, засвидетельствованные обоими главнокомандующими в Крыму князем Горчаковым и графом Лидерсом, император смягчил приговор, и наказание было ограничено исключением из службы без разжалования в рядовые с сохранением денежного начёта в полном объеме (до 1 700 000 руб.).

### После суда
Это несчастье глубоко поразило Затлера на всю его последующую жизнь, которую он прожил под гнётом лежавшего на нём тяжёлого обвинения, занимаясь военно-литературными трудами и попечительствуя о восстановлении своей репутации в глазах правительства и общества. Местом своего жительства он избрал Варшаву, где его давно знали и где он пользовался общим уважением. Доказательством этого уважения может служить тот факт, что Русское собрание в Варшаве в 1867 г. избрало его в кандидаты старшин, а через два года и в старшины собрания. Кроме того ранее его также избрали в число действительных членов Варшавского общества попечения о раненых и больных воинах. В 1863 и в 1865 гг. сперва бывший Виленский генерал-губернатор М. Н. Муравьёв, а затем наместник Царства Польского граф Берг предлагали Затлеру поступить на службу, но он не желал принимать их предложения иначе, как при условии смыть с себя незаслуженный позор путем пересмотра дела и признания его виновным только в упущениях по службе, а не в злоупотреблениях (чему свидетельствовали командующие). Такой отказ со стороны Затлера не помешал, однако, графу Бергу впоследствии ходатайствовать о нём перед государем, и, согласно его представлению, в декабре 1869 г. было Высочайше повелено возвратить Затлеру права, приобретённые беспорочной службой, и сложить с него казённый начёт. Таким образом после десяти томительных лет Затлер мог вздохнуть свободнее, но усердная забота смыть с себя позорное пятно подозрения и теперь не покидала его. Он поставил себе целью не лечь в могилу до тех пор, пока не оправдается перед государем и Россией, и с этой целью собирал необходимые материалы, печатавшиеся им за границей. В 1871 г. могилёвский губернский предводитель дворянства, с согласия дворян, предложил ему занять место директора земского банка, но Затлер отказался. В 1873 г. по приглашению графа Берга он принял участие в заседаниях особой комиссии, учреждённой в Варшаве для обсуждения вопроса о введении в нашей армии корпусных управлений в мирное время.
Военно-литературная деятельность Затлера, которой он посвятил последние 20 лет жизни, была довольно значительна. Не говоря о газетных статьях, имевших чисто полемический характер, имя его, как военного писателя, должно стоять в ряду лучших работников на этом поприще. Он первый у нас научно проработал важные вопросы по снабжению войск продовольствием и доказывал в своих сочинениях, какое громадное влияние оказывает на ход военных операций надлежащее устройство продовольственной части армии. К числу главнейших его трудов относятся: «Записки о продовольствии войск в военное время» (1860—1865 гг., 4 части), «О госпиталях в военное время» (1861 г.), «Несколько слов о продовольствии войск в Придунайских княжествах в 1853 и 1854 годах» (1863 г.), «Краткий критический обзор механизма армии в военное время во Франции, в Австрии, в Пруссии и у нас, преимущественно по интендантской части» (1867 г.) и «Участь раненых и больных во время войны» (1868 г.), сочинение, написанное Затлером безвозмездно по приглашению главного управления Варшавского общества попечения о раненых и больных воинах для ознакомления публики с характером деятельности подобных обществ за границей. Кроме оригинальных трудов, заключающих в себе исторические исследования по военно-хозяйственной части, Затлер издал несколько переводов с иностранных языков: теоретическое сочинение Ритгофена «Военное хозяйство в военном, политическом и экономическом отношениях» с немецкого (1866—1867 гг., 2 т.) и рассуждение Макиавелли «Государь» (1869 г.). Как человек высокообразованный и начитанный, Затлер являлся горячим поборником и распространителем просвещения; он обустраивал библиотеки (в управлении артиллерии действующей армии и в интендантском) и лично преподавал грамоту своим денщикам, солдатам и крестьянам. Его девизом было: «человек должен каждый день исполнить то, что в силах сделать, потому что неизвестно, будет ли он в состоянии это сделать завтра». Энергичный и строгий к самому себе, он крайне снисходительно и доверчиво относился к другим, что и стало главной причиной постигшего его в жизни несчастья.
Затлер скончался в Подольской губернии 28 июля 1876 года; в феврале 1877 года тело его было перевезено в обычное и любимое им местопребывание — в Варшаву, где вторично предано земле его вдовой, продолжавшей по воле покойного хлопотать о восстановлении запятнанной репутации своего мужа и после его смерти. Потомства не оставил, четверо его детей умерло в детстве.

## Сочинения
- Суд над полевым интендантством в 1856-1859 году. Лейпциг, 1877.
- Записки о продовольствии войск в военное время. Ч.1. СПб., 1860; Ч.2. CПб., 1860; Ч.3. СПб., 1862; Ч.4. СПб., 1865.
- О госпиталях в военное время. СПб., 1861.
- Несколько слов о продовольствии войск в Дунайских княжествах в 1853 и 1854 годах. СПб., 1863.
- По поводу сочинения г. Аничкова: О хозяйстве войск в военное время, напечатанного в "Военном сборнике" 1863 года, №№8-й и 9-й. СПб., 1864.
- Краткий критический обзор механизма армии в военное время во Франции, в Австрии, в Пруссии и у нас, преимущественно по интендантской части. Варшава, 1867.
- Участь раненых и больных во время войны. СПб., 1868.
- О способах заготовления хлеба для войск. Варшава, 1873.

Переводы:
- Рихтгофен Э. Военное хозяйство в военном, политическом и экономическом отношениях. В 2 ч. Пер. с нем. и дополнил Ф. Затлер. СПб., 1865-1866.
- Макиавелли Н. Монарх (Il principe). Пер. с нем. Федор Затлер. СПб., 1869.